# 那可兒
那可兒，是中世紀突厥-蒙古部族中的軍隊成員，在蒙古語解作伴當，即是可汗的隨從。
那可兒與可汗的關係是終身的，反過來，可汗也維護那可兒的財富和經常賞賜他們。很多成吉思汗最傑出的將軍也是那可兒出身。

## 蒙古帝國
在蒙古帝國，那可兒是蒙古軍隊的重要組成部分，他們除了軍事行動還擔任其他任務。例如，蒙古帝國的蒙哥汗就委託他的那可兒向人民徵稅和出使。有時，他們也被任命為新征服領土的總督。除了在被指派任務的情況下，他們總是陪伴可汗。

## 塞爾柱帝國
在塞爾柱帝國也有那可兒制度，安納托利亞一些侯國的創始人是蘇丹的那可兒。如卡拉斯侯國和薩魯汗侯國的奠基人源於梅蘇德二世的那可兒。

## 奧斯曼帝國
在奧斯曼帝國的早期，一些土庫曼人加齊是蘇丹奧斯曼一世的盟友(一些拜占庭士兵也皈依了伊斯蘭教歸附)，在16世紀蘇丹獨攬大權後這制度也結束。